# Чиракът на Мерлин
„Чиракът на Мерлин“ (на английски: Merlin's Apprentice), понякога наричан „Чиракът на Мерлин: Търсене на Свещения Граал“ (на английски: Merlin's Apprentice: The Search for the Holy Grail) е минисериал от 2006 г., продължение на минисериала „Мерлин“ (1998), с участието на Сам Нийл и Миранда Ричардсън, повтаряйки ролите си на Мерлин и Господарката на езерото, макар и малко по-различни версии на техните герои.
Макар да е смътно базиран на артурската легенда, неговият заговор се определя след смъртта на крал Артур и напълно различен от традиционните легенди.

## Български дублажи
| Озвучаващи артисти | Даниела Йорданова Борис Чернев Силви Стоицов Васил Бинев |

| Озвучаващи артисти  | Христина Ибришимова Йорданка Илова Силви Стоицов Димитър Иванчев Здравко Методиев |
| Преводач            | Захари Генчев                                                                     |
| Тонрежисьор         | Стефан Дучев                                                                      |
| Режисьор на дублажа | Димитър Кръстев                                                                   |